# Tévenon
Tévenon is een Franstalig  gemeente in het Zwitserse kanton Vaud die deel uitmaakt van het district Jura-Nord vaudois.

## Geschiedenis
De gemeente is op 1 juli 2011 gevormd door de fusie van de de gemeenten Fontanezier, Romairon, Vaugondry en Villars-Burquin. 

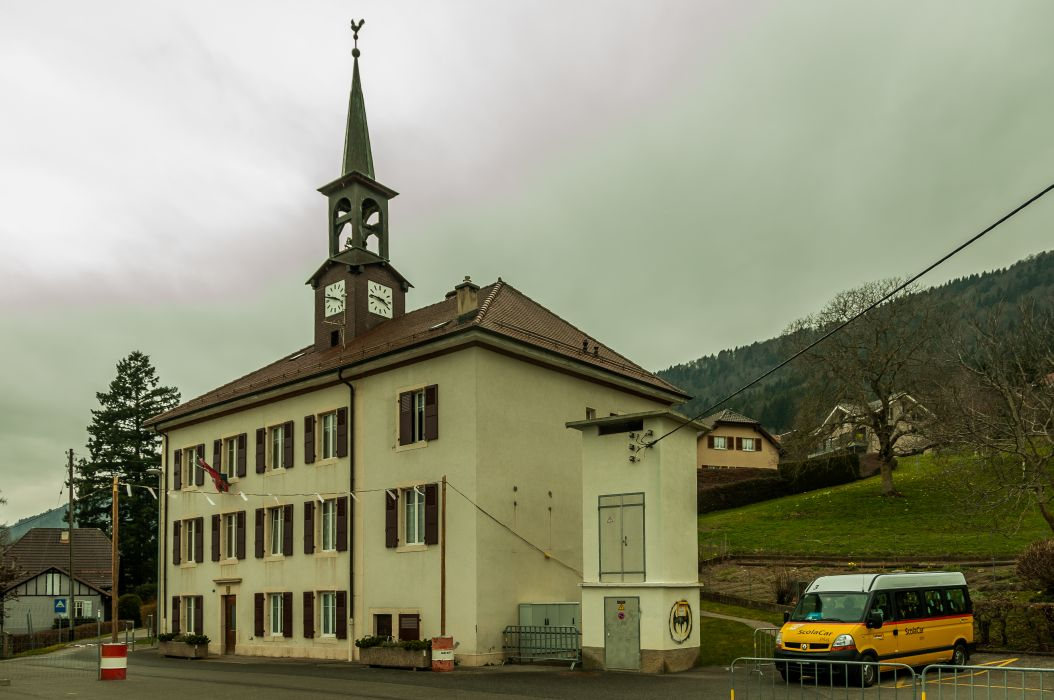
Het gemeentehuis te Villars-Burquin

## Inwoners
De meeste van de 745 inwoners van de gemeente zijn protestants (55,1 %), gevolgd door het Rooms-katholieke geloof (15,3 %), de islam (0,8 %), het boeddhisme (0,7 %) en het Oosters-orthodox christendom 0,3 %. Nog eens 24,4 % procent heeft een ander geloof en 3,4 % geen.

## Geografie
Tévenon heeft een oppervlakte van 14.29 km² en grenst aan de gemeenten Bonvillers, Champagne, Fontaines-sur-Grandson, Mauborget en Provence.